# Jüdischer Friedhof (Kaisersesch)

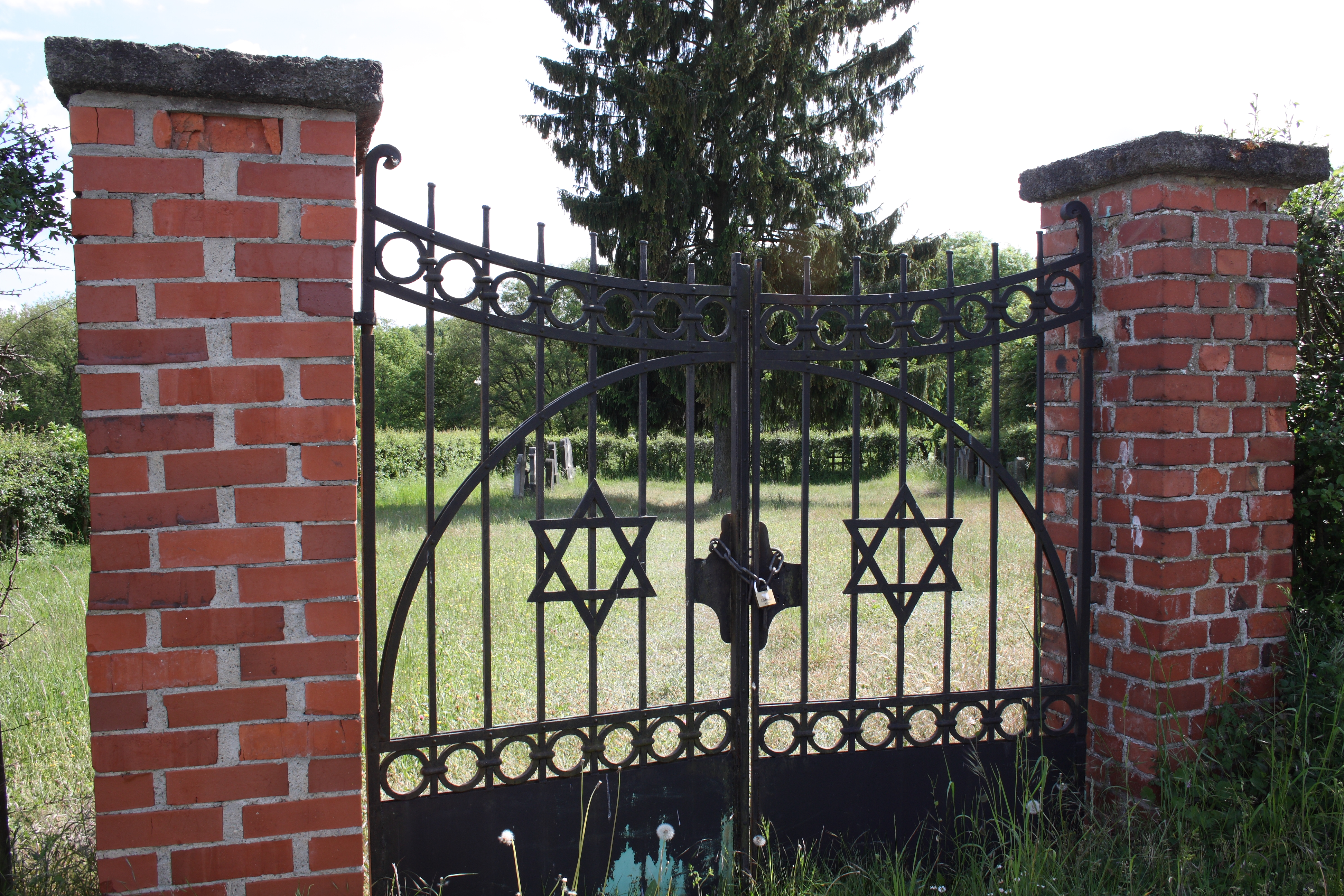
Eingang zum jüdischen Friedhof Kaisersesch

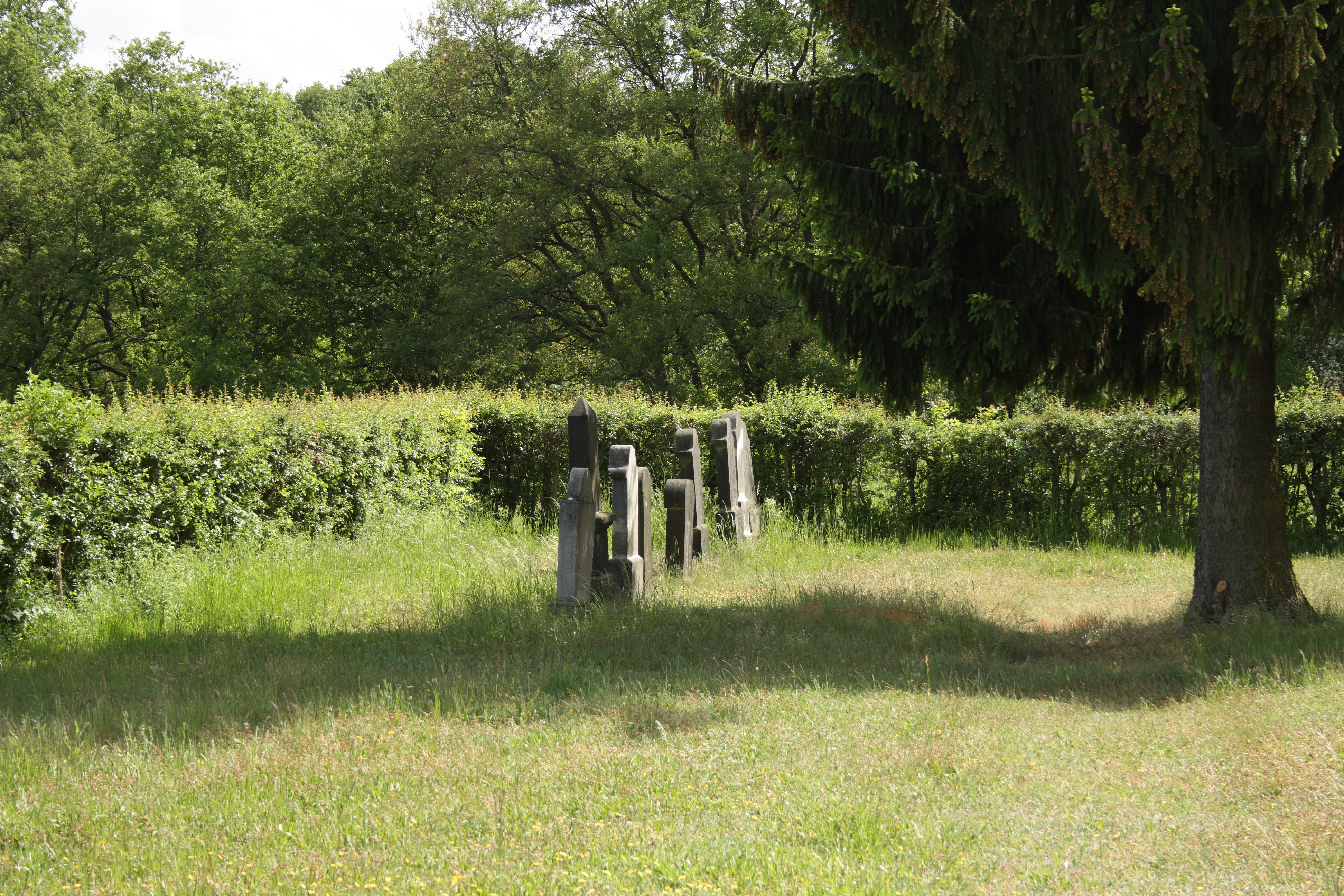
Grabsteine auf dem jüdischen Friedhof in Kaisersesch

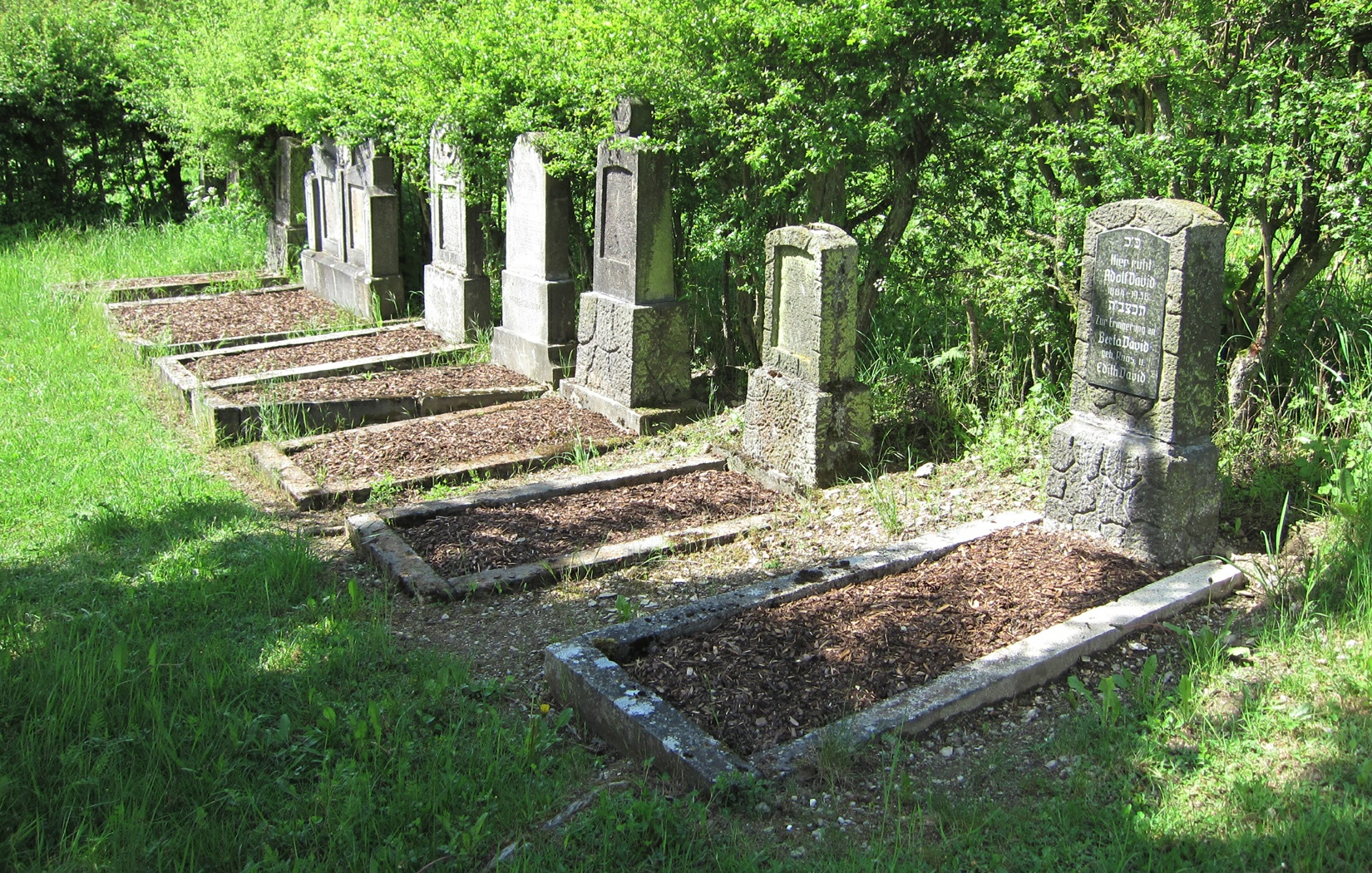
Grabsteinreihe auf dem jüdischen Friedhof in Kaisersesch nach der Sanierung (Mai 2012)

Der Jüdische Friedhof Kaisersesch ist ein jüdischer Friedhof in Kaisersesch, einer Stadt im Landkreis Cochem-Zell in Rheinland-Pfalz. Er ist ein geschütztes Kulturdenkmal.

## Lage
Der jüdische Friedhof, für Besucher wegen fehlender Beschilderung schwierig zu finden, liegt südlich der Stadt an der östlichen Fortsetzung der Pommerbachstraße an einem Hang zwischen der Pommerbachstraße und der Landesstraße L 98. Der Friedhof ist von einer Hainbuchenhecke umgeben. 

## Geschichte
In Kaisersesch ließen sich vermutlich seit der Mitte des 19. Jahrhunderts Juden nieder. Zur Synagogengemeinde Kaisersesch gehörten in den 1930er Jahren auch Düngenheim, Hambuch, Illerich und Müllenbach. Die Größe der jüdischen Gemeinde belief sich 1885 auf 31, 1925 auf 29, 1932 auf 50 und im Jahr 1939 noch auf 27 Mitglieder. Wann die örtliche Synagoge bezogen wurde, ist unbekannt. 1938 wurde das Gebetshaus verwüstet und später zu einem Wohnhaus umgebaut.
Die Toten der Gemeinde wurden zunächst auf dem jüdischen Friedhof in Binningen beigesetzt. 1920 beantragte die jüdische Gemeinde Kaisersesch die Anlage eines eigenen Begräbnisplatzes. Dafür wurde in der Flur 11 Nr. 559 ein 9,74 Ar großes Grundstück erworben. Der Friedhof wurde von 1920 bis 1942 belegt und heute sind noch 18  Grabsteine (Mazewot) in zwei Reihen von jeweils neun vorhanden, diese befinden sich teils an Mehrfachgräbern.
Der Friedhof wurde in der Zeit des Nationalsozialismus und danach, zuletzt im Jahr 1994, mehrfach geschändet. Im November 2011 waren knapp die Hälfte der Grabsteine umgefallen und lagen teils zerbrochen neben den Grabstätten. Die Schadensursache ist unklar. Die Schäden wurden durch die Ortsgemeinde Kaisersesch zum Anlass genommen, im Frühjahr 2012 die Grabanlagen grundlegend zu sanieren.